# Cori Bartel
Cori Bartel, född den 21 juni 1971 i Humboldt, Kanada, är en kanadensisk curlingspelare.
Hon tog OS-silver i damernas curlingturnering i samband med de olympiska curlingtävlingarna 2010 i Vancouver.